# Christine Mayr-Lumetzberger
Christine Mayr-Lumetzberger est une religieuse catholique autrichienne née le 26 janvier 1956 à Linz. Malgré l'interdiction de l'ordination des femmes dans l'Église catholique, elle est ordonnée prêtre en 2002, ce qui lui vaut d'être excommuniée par le pape Jean-Paul II, puis consacrée évêque en 2003.

## Biographie

### Origines
Christine Lumetzberger est née le 26 janvier 1956 à Linz dans une famille catholique pratiquante. Elle effectue sa scolarité au Schulzentrum der Kreuzschwestern Linz (de), école gérée par les sœurs de la charité de la Sainte-Croix. Après ses études, elle devient religieuse en 1976, mais elle quitte son couvent bénédictin au bout de quatre ans. Elle se consacre dès lors à l'enseignement.

### Ordination et excommunication
Le 29 juin 2002, Christine Mayr-Lumetzberger fait partie des sept femmes prétendument « ordonnées prêtres » par l'évêque schismatique argentin Rómulo Antonio Braschi (en) sur un bateau au milieu du Danube. Ayant refusé de se rétracter, les « Sept du Danube (en) » sont excommuniées par le Vatican. L'année suivante, elle est l'objet d'un simulacre d'ordination épiscopale au cours d'une cérémonie tenue secrète.
Elle procède par la suite à l'ordination d'autres femmes prêtres, comme Geneviève Beney à Lyon en 2005.